# 136 Аустрија
136 Аустрија (лат. 136 Austria) је астероид главног астероидног појаса са пречником од приближно 40,14 km.
Афел астероида је на удаљености од 2,481 астрономских јединица (АЈ) од Сунца, а перихел на 2,091 АЈ.
Ексцентрицитет орбите износи 0,085, инклинација (нагиб) орбите у односу на раван еклиптике 9,570 степени, а орбитални период износи 1262,849 дана (3,457 године).
Апсолутна магнитуда астероида је 9,69 а геометријски албедо 0,145.
Астероид је откривен 18. марта 1874. године.